# 小菅県
小菅県（こすげけん）は、1869年（明治2年）に武蔵国内の旧幕府領・旗本領の管轄のために明治政府によって設置された県。現在の東京都足立区・葛飾区・江戸川区および江東区の旧・城東区にあたる地域、荒川区のごく一部、板橋区のごく一部、埼玉県草加市の大部分、千葉県東葛地域を管轄した。

## 概要
1869年（明治2年）1月13日、武蔵知県事・河瀬秀治の管轄区域をもって小菅県が設置された。県名は、県庁が葛飾郡小菅村（現東京都葛飾区小菅一丁目35番1号）の旧幕府小菅御殿（旧関東郡代小菅陣屋、現東京拘置所）に置かれたことによる。東京府（第1次）との管轄区域の交換を経て、主に東京の北東郊外を管轄した。
河瀬知事の発議により、備荒貯蓄と窮民救済の機関として、七分積金に類する報恩社を組織している。
1871年（明治4年）7月14日の廃藩置県を経て、同年11月14日に第1次府県統合により東京府（第1次）および品川県と合併して東京府（第2次）となった。

## 沿革
- 1869年（明治2年）
  - 1月13日 - 武蔵知県事・河瀬秀治の管轄区域に小菅県を設置。
  - 4月 - 豊島郡船方村・堀ノ内村を東京府に移管。
- 1871年（明治4年）11月14日 - 太政官布告第594により小菅県を廃止する。小菅県の管轄した区域は主に埼玉県と東京府が占めることとされた（第1次府県統合）。
- 1872年（明治5年）2月8日 - 足立郡・葛飾郡の一部の東京府への編入成る。

## 管轄地域
戸口29,379戸162,067人（府藩県別人員表）。詳細は錯綜をきわめるため各郡の項目を参照。
- 武蔵国
  - 豊島郡のうち
  - 足立郡のうち（現在の東京都域のみ）
  - 葛飾郡のうち（同上、埼玉県草加市の大部分）
- 下総国
  - 葛飾郡のうち（現在の千葉県域のみ）

## 歴代知事
- 明治2年1月13日（1869年2月23日） - 明治2年7月20日（1869年8月27日） ： 県知事・河瀬秀治（前武蔵知県事。元宮津藩士）
- 明治2年7月20日（1869年8月27日） - 明治3年閏10月4日（1870年11月26日） ： 県知事・河瀬秀治[3]
- 明治3年閏10月4日（1870年11月26日） - 明治4年11月14日（1871年12月25日） ： 知事・河瀬秀治[3]